# 羈押
羈押是刑事案件被告經檢察官或者法官合法傳喚、拘提到案、並且逮捕之後，法院會認為被告犯罪嫌疑重大，並且有事實足認有湮滅證據、串供(騷擾證人)、逃亡等之虞時，為保全證據、防止逃亡、確保刑事訴訟以及刑罰執行，法院得裁定將被告收容到特定處所，例如：看守所，是限制人身自由的「強制處分」，但並不等於有罪。

## 拘捕前置原則
由於針對被告之羈押聲請是以「被告有羈押必要」為基礎所為請求行為，因此被告須要先經過拘提或者逮捕等程序，檢察官才會有可能做出此一判斷進而向法院聲請羈押。所以對於沒有經過拘提或者是逮捕到案的被告，檢察官就不能向法院聲請羈押之，稱為「拘提逮捕之前置原則」。基於這原則更進一步導出，拘提逮捕的犯罪事實必須與聲請羈押之犯罪事實同一。例如某甲涉嫌故意謀殺人，但卻因為竊盜罪嫌經過逮捕到案，檢察官就以殺人罪嫌的犯罪事實向法院聲請羈押會因為違反拘捕前置原則就不容許可。

## 大陸法系

### 臺灣
在整個刑事訴訟程序中，檢察官得在傳喚、拘提，被告接受檢察官訊問後，檢察官認有羈押必要，在24小時法定留置期間內，得向管轄法院聲請羈押被告，又稱為聲押，檢察官聲請後，法院應即開庭裁定是否准許羈押被告，若准許羈押，稱為收押，法院亦得裁定是否以交保等手段代替羈押。起訴後之審判期間，法官訊問被告後，認為有羈押必要，得隨時裁定將被告羈押。若法院裁定羈押期間被告亦不得接見與通信（僅辯護律師可申請律師接見），稱為收押禁見。

#### 要件
- 所犯為重罪且嫌疑重大

被告經法官訊問後，認為犯罪嫌疑重大，所犯為死刑、無期徒刑或最輕本刑為五年以上有期徒刑之罪者。非予羈押，顯難進行追訴、審判或執行者，得羈押之。
- 但不得以重罪為羈押之唯一理由，需被告另有下列之要件方可羈押：[3]

預防逃亡
被告經法官訊問後，認為犯罪嫌疑重大，有逃亡或有事實足認為有逃亡之虞者。非予羈押，顯難進行追訴、審判或執行者，得羈押之。
保全證據，預防湮滅、偽造、變造證據或勾串
被告經法官訊問後，認為犯罪嫌疑重大，有事實足認為有湮滅、偽造、變造證據或勾串共犯或證人之虞者。非予羈押，顯難進行追訴、審判或執行者，得羈押之。
預防再犯
被告經法官訊問後，認為犯下列各款之罪，其嫌疑重大，有事實足認為有反覆實施同一犯罪之虞，而有羈押之必要者，得羈押之。
1. 放火罪、準放火罪。
2. 強制性交罪、強制猥褻罪、加重強制猥褻罪、乘機性交猥褻罪、與幼年男女性交或猥褻罪、傷害罪。但其須告訴乃論，而未經告訴或其告訴已經撤回或已逾告訴期間者，不在此限。
3. 妨害自由罪。
4. 強制罪、恐嚇危害安全罪。
5. 竊盜罪。
6. 搶奪罪。
7. 詐欺罪。
8. 恐嚇取財罪。

#### 羈押期間
1. 羈押被告，偵查中不得逾2月，審判中不得逾3月。但有繼續羈押之必要者，得於期間未滿前，經法院羈押庭訊問被告後，以裁定延長之。在偵查中延長羈押期間，應由檢察官附具體理由，至遲於期間屆滿之5日前聲請法院裁定。[20]
2. 延長羈押期間，偵查中不得逾2月，以延長1次為限。審判中每次不得逾2月，如所犯最重本刑為10年以下有期徒刑以下之刑者，第1審、第2審以3次為限，第3審以1次為限。[20]
3. 案件經發回者，其延長羈押期間之次數，應更新計算。[20]

#### 免除、停止、撤銷和再執行羈押
- 撤銷羈押

1. 羈押於其原因消滅時，應即撤銷羈押，將被告釋放。
  1. 被告、辯護人及得為被告輔佐人之人得聲請法院撤銷羈押。
  2. 檢察官於偵查中亦得為撤銷羈押之聲請。
  3. 法院對於前項之聲請得聽取被告、辯護人或得為被告輔佐人之人陳述意見。
  4. 偵查中經檢察官聲請撤銷羈押者，法院應撤銷羈押，檢察官得於聲請時先行釋放被告。

2. 羈押期滿
  1. 羈押期滿，延長羈押之裁定未經合法送達者，視為撤銷羈押。
  2. 羈押期間已滿未經起訴或裁判者，視為撤銷羈押，檢察官或法院應將被告釋放。

3. 案件經上訴者，被告羈押期間如已逾原審判決之刑期者，應即撤銷羈押，將被告釋放。
4. 羈押之被告受不起訴或緩起訴之處分者，視為撤銷羈押，檢察官應將被告釋放，並應即時通知法院。
5. 羈押之被告，經諭知無罪、免訴、免刑、緩刑、罰金或易以訓誡或有下列不受理之判決者，視為撤銷羈押。
  1. 告訴或請求乃論之罪，未經告訴、請求或其告訴、請求經撤回或已逾告訴期間者。
  2. 曾為不起訴處分、撤回起訴或緩起訴期滿未經撤銷，而違背刑事訴訟法第二百六十條之規定再行起訴者。

6. 外國政府提出引渡請求。

- 停止羈押

1. 被告及得為其輔佐人之人或辯護人，得隨時具保，向法院聲請停止羈押。
2. 檢察官於偵查中得聲請法院命被告具保停止羈押。

- 再執行羈押[27]

1. 經合法傳喚無正當之理由不到場者。
2. 受住居之限制而違背者。
3. 本案新發生，逃亡或有事實足認為有逃亡之虞者，或放火罪、準放火罪的情形之一者。
4. 違背法院依前條所定應遵守之事項者。
5. 所犯為死刑、無期徒刑或最輕本刑為五年以上有期徒刑之罪，被告因「現罹疾病，非保外治療顯難痊癒者」之情形停止羈押後，其停止羈押之原因已消滅，而仍有羈押之必要者。
6. 偵查中有前項情形之一者，由檢察官聲請法院行之。
7. 再執行羈押之期間，應與停止羈押前已經過之期間合併計算。
8. 法院依第一項之規定命再執行羈押時，準用刑事訴訟法第一百零三條第一項之規定。

- 免除羈押

1. 總統除犯內亂或外患罪外，非經罷免或解職，不受刑事上之訴究。基本上，此視為對現任總統的保障。但對於卸任總統則採朔追其刑事罪行方式依法處理。總統不受刑事訴究之特權或豁免權，乃針對總統之職位而設，故僅擔任總統一職者，享有此一特權。

#### 法院羈押庭審理結果
1. 駁回聲請
2. 准予羈押
3. 具保、責付、限制住居、限制出境、限制出海
4. 不得羈押[31][32]

#### 羈押之救濟
1. 向裁定法院之直接上級法院提起抗告
2. 向原審法院聲請撤銷羈押或停止羈押
3. 若案件獲判無罪或不受理或檢察官不起訴，則得聲請刑事補償 ，依其羈押執行之日數，以新臺幣三千元以上五千元以下折算一日支付之。[33]

### 中國大陸
根據最高人民法院的批复，羁押是指将犯罪嫌疑人、被告人依法关押在特定的场所，限制或暂时剥夺其人身自由的强制措施，包括逮捕和拘留。
刑事拘留是公安機關和檢察院在辦理刑事案件中，對於現行犯或者重大嫌疑分子，在法定的緊急情況下，暫時剝奪其人身自由、予以羈押，並進行審查的一種方法。

#### 要件
- 下列情形之一的现行犯或者重大嫌疑分子，公安机关可以先行拘留：[36]。

1. 正在预备犯罪、实行犯罪或者在犯罪后即时被发觉的。
2. 被害人或者在场亲眼看见的人指认他犯罪的。
3. 在身边或者住处发现有犯罪证据的。
4. 犯罪后企图自杀、逃跑或者在逃的。
5. 有毁灭、伪造证据或者串供可能的。
6. 不讲真实姓名、住址，身份不明的。
7. 有流窜作案、多次作案、结伙作案重大嫌疑的。

- 除公安机关依法拥有决定拘留和执行拘留的权限以外，人民检察院在直接受理的案件中，对于具有以下两种情形的犯罪嫌疑人、被告人也有权决定拘留：[37]。

1. 犯罪后企图自杀、逃跑或者在逃的；
2. 有毁灭、伪造证据或者串供可能的。人民检察院决定拘留后，由公安机关执行。

#### 羈押必要性審查
2012年的《刑事诉讼法》修正案增设了犯罪嫌疑人被捕后羁押审查制度。最高人民检察院於2016年1月13發布了《人民检察院办理羁押必要性审查案件规定（试行）》的規定，被逮捕的犯罪嫌疑人、被告人，可向检察机关申请进行羁押必要性审查，检察机关审查后认为不需要羁押的，将建议办案机关予以释放或者变更强制措施。

#### 羈押期間
- 刑事拘留

拘留期限为3日，经公安機關行政負責人批准可以延长1-4日。对流窜作案、多次作案、结伙作案的嫌疑人可以延长30日(最長37天)。拘留期间，排除犯罪嫌疑被释放、取保候審等，公安機關查明有足夠犯罪证据的，报請检察院申请批准逮捕。检察院不批准逮捕的，立即释放。检察院批准逮捕的，直接進入侦查羁押階段。对于需要继续侦查，并且符合取保候审、监视居住条件的，依法取保候审或者监视居住。
- 侦查羁押

对犯罪嫌疑人逮捕后的侦查羁押期限不得超过二个月。案情复杂、期限届满不能终结的案件，可以经上一级人民检察院批准延长一个月。
前條期限届满不能侦查终结的，经省、自治区、直辖市人民检察院批准或者决定，可以延长二个月
1. 交通十分不便的边远地区的重大复杂案件
2. 重大的犯罪集团案件
3. 流窜作案的重大复杂案件
4. 犯罪涉及面广，取证困难的重大复杂案件。

### 日本
日本《刑事訴訟法》上之羈押，分為起訴前與起訴後兩個階段。起訴前羈押由檢察官向法院聲請，起訴後的羈押，至第一審判決之日前由法官執行，此後由法院執行。當日本警察逮捕被疑人後，如認無留置之必要，應即釋放；如認有留置之必要，則應於48小時內解送至檢察官處。當檢察官於收受人犯後，如認無留置之必要，應即釋放；如認有留置之必要，則應於24小時內向法院聲請羈押。法官收到羈押請求時，應當迅速簽發羈押證。但認為沒有羈押理由、不能簽發羈押證時，應當立即命令釋放被疑人對於起訴前之羈押不得具保，僅得於起訴後為之。

#### 要件
- 法院有相當理由足以懷疑被告犯罪，且該當下列情形之一時，得予羈押：[54]

1. 被告無固定住居所時。
2. 有相當理由足以懷疑被告有隱匿湮滅罪證之虞時。
3. 被告逃亡或有相當理由足認被告有逃亡之虞時。

被疑人不得被拘留，除非他/她已被告知其所涉案件及已錄取了口供，但當他/她已經在逃並不在此限。

#### 羈押期間
- 起訴前

羈押的期間從申請日起10日。在不得已的情形下考慮到案件的具體情況，根據檢察官的請求，法官可以適當延長10。對於內亂、騷亂罪等法定的特殊案件，得依檢察官聲請再為延長，但不得逾5日，即共25日。
- 起訴後

羈押的期間從其訴起為兩個月，認有特別繼續羈押之必要時，得以附具體理由之裁定，每月更新1次。除同條但書之重罪、常業犯、湮滅罪證之虞、不知被告姓名或住居不明之情形外，其更新以1次為限。

#### 免除、停止、撤銷和再執行羈押
- 停止羈押

日刑訴法將之統稱為「羈押之執行停止」。法院認為適當時，即可以裁定將被告責付其親人、保護團體或其他人；抑或限制被告之住居，以停止羈押之執行。
- 再執行羈押

法院得依職權或檢察官之聲請，於下列情形發生時，以裁定撤銷被告之具保或羈押之停止執行：
1. 被告經合法傳喚不到庭。
2. 被告逃亡或有相當理由認其有逃亡之嫌。
3. 被告湮滅罪證或有相當理由其有湮滅罪證之嫌。
4. 有相當理由認被告有加害被害人、其他參與審判必要之人或其親屬之身體或財產，或因此使之心生畏怖時。
5. 被告違反住居之限制或其他法院所定之條件。

- 有罪羈押

當被告被法院宣判有罪後，如具保或停止羈押之條件已失去效力，法院可裁定羈押被告。

#### 羈押場所
根據日本《刑事訴訟法》的規定，羈押場所是監獄。。而根據日本《監獄法》警察署附屬的拘留所可以代替作為監獄即代用監獄。在羈押實務中，被羈押的犯罪嫌疑人大多被拘押在警察拘留所。

## 普通法系

### 香港
香港警察可扣留任何懷疑犯罪者最多四十八小時以「協助調查案件」；過後如不正式起訴（提起公訴）便要將之釋放。如警方要羈押該人，必須把他盡早提交裁判法院法官前。裁判法院會對該案進行首次聆訊，如被告人不認罪而案件需要押後聆訊，裁判官有權發出手令，將被告人還押監獄，或批准被告人申請保釋。
如警方認為有繼續調查的必要才能決定是否對案件移送法院起訴，可批准被告保釋，並要求被告定期返回警署，或直接到法庭應訊。

#### 要件

##### 警察
- 所涉及的罪行性質嚴重或合理地認為應將該人扣留[69]。

##### 法院
- 法庭決定是否批准被控人保釋時，可顧及的因素[70]：

1. 指稱罪行的性質及嚴重性，以及一旦定罪時，相當可能處置被控人的方式；
2. 被控人的行為、態度及操守；
3. 被控人的背景、交往、工作、職業、家庭環境、社會聯繫及財務狀況；
4. 被控人的健康、身體和精神狀況及年齡；
5. 被控人以往任何獲准保釋的歷史；
6. 被控人的品格、經歷及以往定罪(如有的話)；
7. 被控人犯被指稱罪行的證據的性質及分量；
8. 法庭覺得有關聯的任何其他事宜。

- 法庭如覺得為以下原因被控人應予羈留扣押，則無須准予保釋[71]：

1. 被控人已屆18歲，而羈留扣押是為保障他本人；
2. 被控人未屆18歲，而羈留扣押是為保障他本人、他本人的安全或福利；
3. 為決定被控人應否獲准保釋的問題而作進一步查訊。

### 美國
美國為聯邦制國家，對於羈押之規定散見於各州判決及判例中。美國憲法修正案規定了對被告人之人權保障，因此联邦和各州的羈押程序必須符合憲法上之原則。美國憲法規定，人民有保護其身體、住所、文件與財產之權利，不受無理拘捕、搜索與扣押，並不得非法侵犯；刑事被告享有迅速審判之權利等。联邦法律均规定警察機關逮捕犯罪嫌疑人后应无延误地將其带至 治安法官面前，对逮捕是否有合理进行审查，最长为48小时。由被指控人被捕后涉及羁押期间的延长问题，因此美国法律和判例要求警察在将嫌疑人提交法官面前问题上不得有“不合理的拖延（without unnecessary delay）”，在联邦和大多数州，嫌疑人被捕后如果超过6个小时仍然没有被提交法官，其供述的自愿性就可能受到怀疑。

#### 預審
联邦治安法官或者地方法官将传嫌疑人出庭，即“初次到庭（The first appearance）”。在听审过程中，法官将告知被告人被起诉的罪名，告知其所享有的诉讼权利，同时要做出是否将被告人保释的决定。对于轻罪案件，被告人在法庭上将被要求做出有罪答辩或者无罪答辩；对于重罪案件，初次到庭结束后法官要在尽可能短的时间内安排预审。一般情况下，被告人委托或被指定的辩护律师须参与听审，警方也有代表出席。双方可以就是否羁押、应否保释等问题进行辩论。从以上程序可以看出，司法官在命令羁押之前必须举行听审，以便确定是否有条件能够担保被告人按照要求到庭，以及任何其他人和社会的安全。

#### 要件
美國聯邦法律對羈押審程序則定在Bail Reform Act of 1984中，各州法院對是否應羈押被告之要件各有不同之指引，但必須考慮之因素為:
1. 被告很可能會逃亡的 （Flight risk）
2. 被告有阻止証人出庭或脅迫証人與陪審員之嚴重危險

法官若认定被告釋放後會危及他人或社會，必须有“有明確証據足信（clear and compelling evidence）”。

## 外部連結
- 法務部全國法規資料庫 （页面存档备份，存于）
- 大法官釋憲案 釋字第665號（刑訴法重罪羈押、檢察官於審判中對停止羈押裁判抗告權規定，合憲？）
- 刑事诉讼法_中华人民共和国最高人民检察院 （页面存档备份，存于）
- 刑事訴訟法 （页面存档备份，存于）日本刑事訴訟法（昭和23年7月10日法律第131号。最終改正平成18年）
- 論美國羈押審查程序合憲閱卷之法律建構 （页面存档备份，存于）月旦法學雜誌第253期